# Bandolim
Um bandolim é um instrumento musical da família dos cordofones, de cordas duplas e formato semelhante a uma pera, podendo ter as costas abauladas ou rectas. Tradicionalmente é composto por quatro pares de cordas, dispostos em intervalos de quinta: Sol-Sol, Ré-Ré, Lá-La, Mi-Mi (do par de cordas mais grave ao mais agudo, tendo, portanto, a mesma afinação do violino). As origens do bandolim remontam à Itália do século XVI, e ligam-no ao alaúde.
Há muitos estilos de bandolim, mas os três tipos mais comuns são o bandolim napolitano ou de corpo redondo, o bandolim archtop e o bandolim de fundo plano. A versão redonda tem um fundo profundo, construído com tiras de madeira coladas em uma forma de bacia. O archtop, também conhecido como bandolim de tampo esculpido, possui tampo arqueado e um fundo mais raso e curvado, ambos esculpidos em madeira. O bandolim de fundo plano usa folhas finas de madeira para o corpo, reforçadas na parte interna para aumentar a resistência, de forma semelhante a um violão. Cada estilo de instrumento tem sua própria qualidade sonora e está associado a formas específicas de música. Os bandolins napolitanos têm destaque na música clássica europeia e na música tradicional. Os instrumentos archtop são comuns na música tradicional americana e no bluegrass. Os instrumentos de fundo plano são comumente usados na música folclórica irlandesa, britânica e brasileira, e nas estudiantinas mexicanas.
Outras variações do bandolim diferem principalmente no número de cordas e incluem modelos de quatro cordas (afinadas em quintas), como o bresciano e o cremonês; tipos de seis cordas (afinadas em quartas), como o milanês, o lombardo e o siciliano; instrumentos de 6 cursos de 12 cordas (duas cordas por curso), como o genovês; e o tricordia, com 4 cursos de cordas triplas (12 cordas no total).
Grande parte do desenvolvimento do bandolim girava em torno da caixa harmônica (o tampo). Os primeiros instrumentos eram silenciosos, encordoados com cordas de tripa e tocados com os dedos ou com uma pena. Entretanto, os instrumentos modernos são mais altos, usando cordas de metal, que exercem mais pressão do que as cordas de tripa. O tampo harmônico moderno foi projetado para suportar a pressão das cordas de metal que quebrariam os instrumentos anteriores. Ele tem vários formatos, mas geralmente é redondo ou em forma de lágrima, às vezes com espirais ou outras protuberâncias. Geralmente, há um ou mais orifícios de som na caixa harmônica, que podem ser redondos, ovais ou ter o formato de um f caligráfico. Um orifício de som redondo ou oval pode ser coberto ou delimitado com rosetas decorativas.

## História

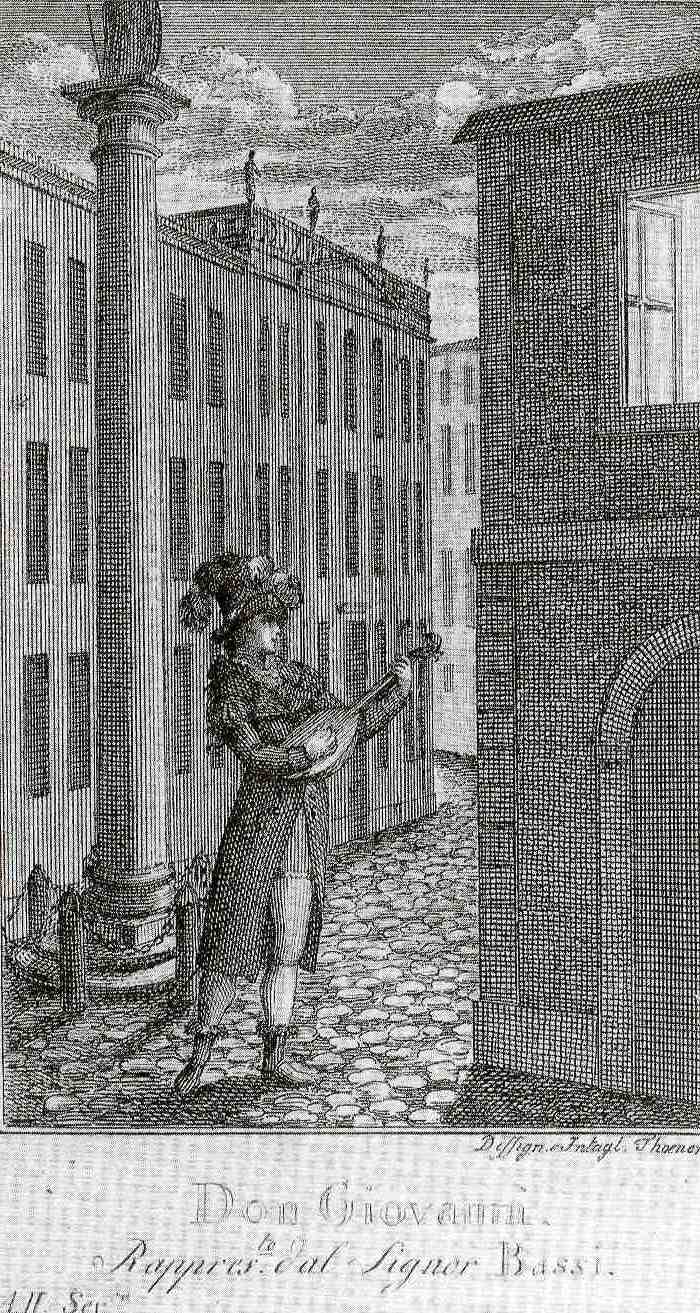
Em 1787, Luigi Bassi interpretou o papel de Don Giovanni na ópera de Mozart, fazendo uma serenata para uma mulher com um bandolim. Essa costumava ser a imagem comum do bandolim, um instrumento obscuro de romance nas mãos de um nobre espanhol.

O Bandolim surgiu na Itália entre os séculos XVI e século XVII como evolução da família do alaúde. Esse processo tem origem no início do século XV, quando surgiu uma miniatura de um alaúde (oud) chamado mandola, afinado em C-G-D-A. A partir desse instrumento surgiria o bandolim (mandolino em italiano, que nada mais é que o diminutivo de mandola), tocado com a utilização de palhetas feitas de casco de tartaruga ou penas de aves e tendo cordas feitas de tripas de animais afinadas em G-D-A-E.
Com o passar do tempo, sua difusão pelo mundo fez com que surgissem diferentes nomes e características estruturais. Na Itália destacam-se dois modelos: o napolitano e o milanês. O primeiro tem o fundo da caixa acústica abaulado de forma semelhante ao alaúde e 4 pares de cordas com a afinação atual (E, A, D, G). O milanês tem 5 pares de cordas. O modelo alemão é semelhante ao napolitano com a diferença de ter o fundo plano. O bandolim em Portugal também sofreu alterações na caixa, a qual ficou com formato de pera. Já no Brasil o bandolim mais utilizado pelos músicos possui a caixa acústica com o formato similar ao da guitarra portuguesa.
A popularização do instrumento ocasionou um maior interesse por parte de importantes compositores. Vivaldi, Beethoven e Prokofiev, por exemplo, dedicaram peças a esse instrumento. No Brasil o bandolinista Paulo Sá descobriu na Biblioteca Nacional, por ocasião de sua pesquisa de doutoramento, uma peça para Bandolim e Piano composta por Carlos Gomes e que era desconhecida até mesmo pelo público especializado.[carece de fontes?]

## Estrutura

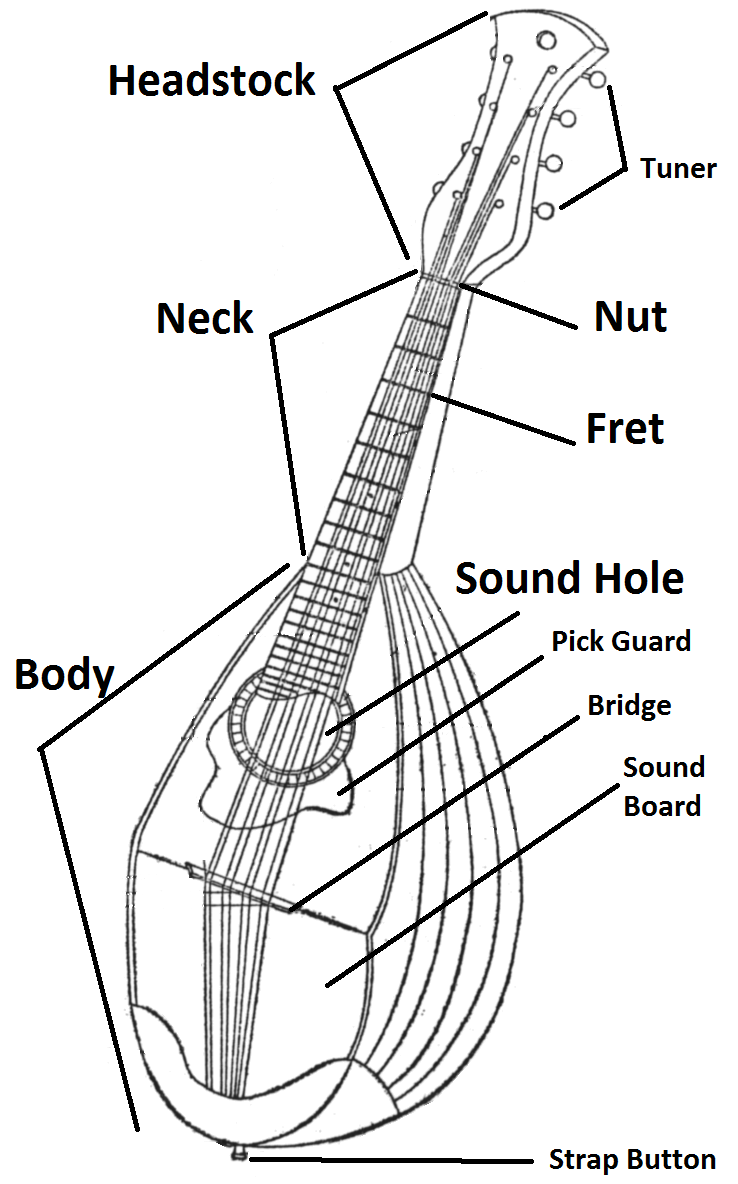
Anatomia de um bandolim em ilustração

Os bandolins têm uma caixa harmônica que funciona como um ressonador, preso a um braço. A caixa harmônica pode ter o formato de uma bacia (alaúdes de bacia com braço) ou de uma caixa (alaúdes de caixa com braço). Os bandolins italianos tradicionais, como o bandolim napolitano, se enquadram na descrição de bacia com braço. Os instrumentos de caixa com braço incluem os bandolins archtop e os bandolins de fundo plano.
As cordas passam entre os diapasões mecânicos na parte superior do braço até uma peça de cauda que ancora a outra extremidade das cordas. As cordas são suspensas sobre o braço e o tampo harmônico e passam por uma ponte flutuante. A ponte é mantida em contato com o tampo harmônico pela pressão descendente das cordas. O braço é plano ou levemente angular e é coberto por uma escala com trastes. A ação das cordas na ponte faz com que a caixa harmônica vibre, produzindo o som.
Como qualquer instrumento dedilhado, as notas do bandolim decaem para o silêncio em vez de soar continuamente como uma nota arqueada em um violino, elas decaem mais rapidamente do que os cordofones maiores, como o violão. Isso incentiva o uso do tremolo (toque rápido de um ou mais pares de cordas) para criar notas ou acordes sustentados. As cordas emparelhadas do bandolim facilitam essa técnica: o plectro (palheta) bate em cada um dos pares de cordas alternadamente, proporcionando um som mais cheio e contínuo do que o de uma única corda.
Diversas variações de design e técnicas de amplificação foram usadas para tornar os bandolins comparáveis em volume com instrumentos e orquestras mais altos, incluindo a criação de híbridos de bandolim e banjo com o corpo semelhante a um tambor do banjo mais alto, adicionando ressonadores de metal (principalmente pela Dobro e pela National String Instrument Corporation) para fazer um bandolim com ressonador e amplificando bandolins elétricos por meio de amplificadores.

## Afinação
São usadas várias afinações diferentes. Normalmente, os cursos de duas cordas adjacentes são afinados em uníssono. De longe, a afinação mais comum é a mesma do violino, na notação científica de tom G3–D4–A4–E5, ou na notação de tom de Helmholtz: g–d′–a′–e″.
- curso de quarta (tom mais baixo): G3 (196,00 Hz)

- curso de terceira: D4 (293,66 Hz)

- curso de segunda: A4 (440,00 Hz; Lá acima do Dó médio)

- curso de primeira (tom mais alto): E5 (659,25 Hz)

Observe que os números de Hz mostrados acima pressupõem um A de 440 Hz, padrão na maior parte do mundo ocidental. Alguns músicos usam um A de até 10 Hz acima ou abaixo de 440, principalmente fora dos Estados Unidos.
Existem outras afinações, incluindo as afinações cruzadas, nas quais as sequências de cordas, normalmente dobradas, são afinadas em alturas diferentes. Além disso, os violonistas podem, às vezes, afinar um bandolim para imitar uma parte dos intervalos em uma afinação de violão padrão para obter padrões de trastejamento familiares.

## Família do bandolim

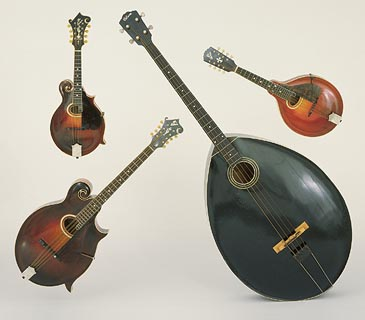
No sentido horário, a partir do canto superior esquerdo: bandolim 1920 Gibson F-4; bandola 1917 Gibson H-2; bandolão 1929 Gibson; bandoloncelo 1924 Gibson K-4 da coleção de Gregg Miner

### Soprano
O bandolim é o membro soprano da família do bandolim, assim como o violino é o membro soprano da família dos violinos. Do mesmo modo que o violino, o comprimento de sua escala normalmente é de cerca de 330 mm. Os bandolins americanos modernos, inspirados na Gibsons, têm uma escala mais longa, com cerca de 350 mm. As cordas em cada um de seus cursos de cordas duplas são afinadas em uníssono e usam a mesma afinação do violino: G3–D4–A4–E5.

### Piccolo

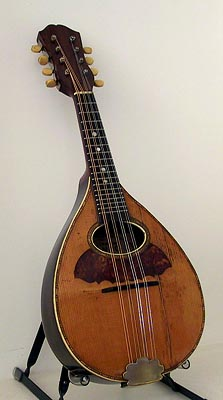
Bandolim piccolo

A bandolineta, bandolim piccolo ou sopranino é um membro raro da família, afinado uma oitava acima da bandola e uma quarta acima do bandolim (C4–G4–D5–A5), a mesma relação do flautim com a flauta transversal ou do violino piccolo com o violino e a viola erudita. Um modelo foi fabricado pela empresa Lyon & Healy com a marca Leland. Alguns violeiros contemporâneos fabricam bandolinetas.

### Alto
A bandola, chamada de bandola tenor na Grã-Bretanha e Irlanda e liola ou bandolim alto na Europa continental, é afinada uma quinta abaixo do bandolim, na mesma relação da viola erudita com o violino. O comprimento de sua escala normalmente é de cerca de 420 mm. É geralmente afinado como a viola erudita (quinta perfeita abaixo do bandolim) e o banjo tenor: C3–G3–D4–A4.

### Tenor

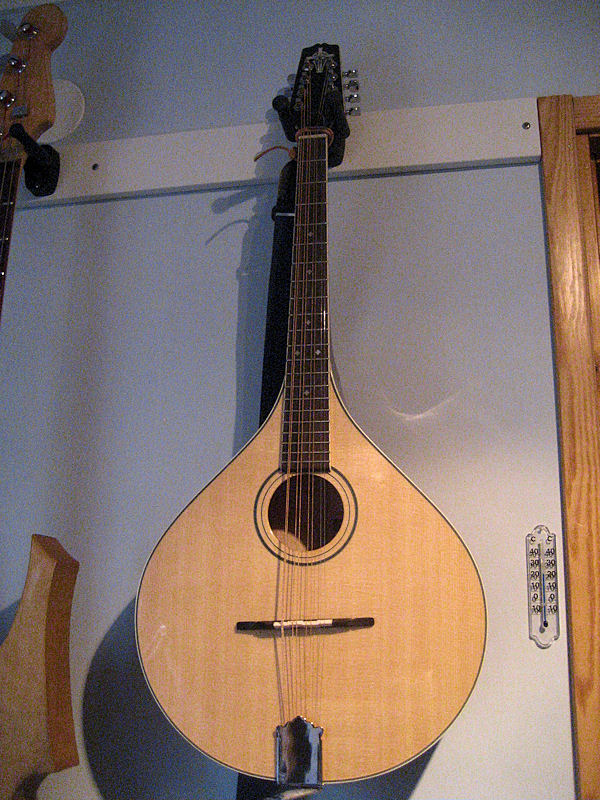
Bandolim de oitava com fundo plano

O bandolim de oitava (EUA e Canadá), chamado de bandola de oitava na Grã-Bretanha e Irlanda e bandola na Europa continental, é afinado uma oitava abaixo do bandolim: G2–D3–A3–E4. Sua relação com o bandolim é a do violino tenor com o violino, ou do saxofone tenor com o saxofone soprano. O comprimento da escala do bandolim de oitava normalmente é de cerca de 510 mm, embora não sejam incomuns instrumentos com escalas tão curtas quanto 430 mm ou tão longas quanto 530 mm.
O instrumento tem uma variante na costa da América do Sul, em Trindade, onde é conhecido com bandol, um instrumento de fundo plano com quatro cursos, sendo os dois inferiores encordoados com cordas de metal e nylon.
O bouzouki irlandês, embora não seja exatamente um membro da família do bandolim, tem uma semelhança razoável e um alcance semelhante ao do bandolim de oitava. Ele deriva do bouzouki grego (um alaúde de braço longo), construído como um bandolim de fundo plano e usa afinações baseadas em quinta, geralmente G2–D3–A3–D4. Outras afinações incluem: A2–D3–A3–D4, G2–D3–A3–E4 (uma oitava abaixo do bandolim - nesse caso, ele funciona essencialmente como um bandolim de oitava), G2–D3–G3–D4 ou A2–D3–A3–E4. Embora os pares de cordas graves do bouzouki irlandês sejam geralmente afinados em uníssono, em alguns instrumentos uma de cada par é substituída por uma corda mais leve e afinada em oitavas, semelhante ao violão de 12 cordas. Ainda que ocupe a mesma faixa que o bandolim de oitava/mandola de oitava, o bouzouki irlandês é teoricamente diferenciado do primeiro instrumento por sua escala mais longa, normalmente de 610 a 660 mm, embora escalas tão longas quanto 690 mm, escala padrão do bouzouki grego, não sejam desconhecidas. No entanto, no uso moderno, os termos "bandolim de oitava" e "bouzouki irlandês" são frequentemente usados de forma intercambiável para se referir ao mesmo instrumento.
O cistre moderno também pode ser vagamente incluído em uma família "ampliada" de bandolins, com base na semelhança com os bandolins de fundo plano, que são anteriores a ele. Sua própria linhagem remonta ao Renascimento. Normalmente, é um instrumento de cinco cursos (dez cordas) com comprimento de escala entre 510 e 560 mm. Na maioria das vezes, o instrumento é afinado em D2–G2–D3–A3–D4 ou G2–D3–A3–D4–A4, e é essencialmente uma bandola de oitava com um quinto curso na parte superior ou inferior de seu alcance. Alguns fabricantes de instrumentos musicais, como Stefan Sobell, também se referem à mandola de oitava ou a um bouzouki irlandês de escala mais curta como um cistre, independentemente de ter quatro ou cinco cursos.
Outros parentes do cistre, que também podem estar vagamente ligado aos bandolins (e que, às vezes, são afinados e tocados como tal), incluem a guitarra portuguesa de 6 cursos/12 cordas e a cítara de 5 cursos/9 cordas.

### Barítono/baixo
O bandoloncelo é tipicamente afinado em uma oitava mais uma quinta abaixo do bandolim, na mesma relação do violoncelo com o violino, com suas cordas sendo afinadas em C2–G2–D3–A3. O comprimento de sua escala normalmente é de cerca de 660 mm. A escala típica de um violoncelo é de 690 mm.

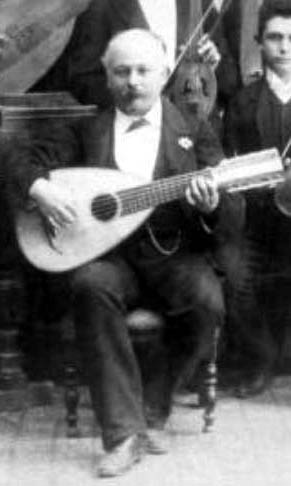
Um mandolone sendo tocado por Giuseppe Branzoli durante um concerto em Roma, 1889

O mandolone era um membro barroco da família do bandolim na parte mais grave, que foi substituído pelo bandoloncelo. Fazia parte da família do bandolim napolitano.
O laouto ou laghouto grego (alaúde de braço longo) é semelhante a um bandoloncelo, normalmente afinado em C3/C2–G3/G2–D3/D3–A3/A3, com metade de cada par dos dois cursos inferiores sendo afinados uma oitava acima em uma corda de calibre mais leve. O corpo é uma bacia com aduelas, a ponte sem sela colada ao tampo plano como a maioria dos ouds e alaúdes, com afinadores mecânicos, cordas de aço e trastes de tripa amarrada. Os laoutos modernos, como os tocados em Creta, têm todo o curso inferior afinado em C3, uma oitava reentrante acima do esperado dó baixo. Sua escala de comprimento normalmente é de cerca de 710 mm.
A mandola argelina foi desenvolvida por um fabricante italiano no início da década de 1930, tendo sido ampliada a partir de uma mandola até atingir um comprimento de escala de aproximadamente 63-68 centímetros.É um instrumento de fundo plano, com braço largo e 4 cursos (8 cordas), 5 cursos (10 cordas) ou 6 cursos (12 cordas), e é usado na Argélia e no Marrocos. O instrumento pode ser afinado como violão, oud ou bandoloncelo, dependendo da música que será tocada e da preferência do músico. Ao afiná-lo como um violão, as cordas serão afinadas (E2) (E2) A2 A2 D3 D3 G3 G3 B3 B3 (E4) (E4), as cordas entre parênteses são eliminadas para um instrumento de cinco ou quatro cursos. Usando uma afinação comum de oud árabe: D2 D2 G2 G2 A2 A2 D3 D3 (G3) (G3) (C4) (C4). Para uma afinação de bandoloncelo usando quintas: C2 C2 G2 G2 D3 D3 A3 A3 (E4) (E4).

### Bandolão

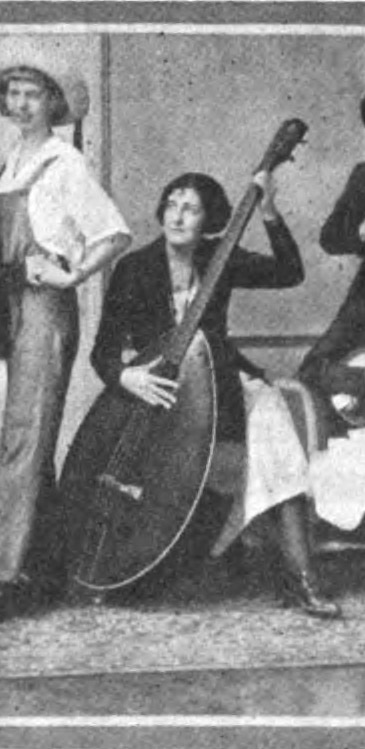
Bandolão Gibson em propaganda de 1922

O bandolão é a versão de baixo do bandolim, assim como o contrabaixo é o baixo do violino. Do mesmo modo que o contrabaixo, ele geralmente tem 4 cordas simples, em vez de cordas duplas - e, também, é mais comumente afinado em quartas perfeitas, em vez de quintas, como a maioria dos instrumentos da família do bandolim: E1–A1–D2–G2, a mesma afinação de um baixo. Esse instrumento foi fabricado pela empresa Gibson no início do século XX, mas também nunca foi muito comum. Um bandolão de quatro cordas de escala menor, geralmente afinado em quintas: G1–D2–A2–E3 (duas oitavas abaixo do bandolim), embora não fosse tão ressonante quanto o instrumento maior, era frequentemente preferido pelos músicos por ser mais fácil de manusear e mais portátil. No entanto, segundo consta, a maioria das orquestras de bandolim preferia usar o contrabaixo comum em vez de um instrumento especializado da família do bandolim. A Calace e outros fabricantes italianos anteriores à Gibson também fabricavam bandolins-baixos.
O relativamente raro bandolão de oito cordas, ou "tremolo-baixo", também existe, com cursos duplos como o restante da família do bandolim, e é afinado em G1–D2–A2–E3, duas oitavas abaixo do bandolim, ou em C1–G1–D2–A2, duas oitavas abaixo da bandola.

## Variações

### Bandolim de fundo redondo
Os bandolins fundo redondo (também conhecidos como bowlbacks ou roundbacks) são usados em todo o mundo. Geralmente, eles são fabricados na Europa, onde a longa história de desenvolvimento do bandolim criou estilos locais. Entretanto, os violeiros japoneses também os fabricam.

#### Estilo romano e napolitano
O estilo napolitano tem um corpo em forma de amêndoa, semelhante a uma bacia, construído com tiras curvas de madeira. Costuma ter uma caixa harmônica curvada, inclinada em dois planos com o design para suportar a tensão das oito cordas de metal dispostas em quatro cursos. Uma escala de madeira rígida fica em cima ou nivelada com a caixa harmônica. Instrumentos muito antigos podem usar cravelhas de madeira, enquanto os instrumentos mais novos tendem a usar cravelhas de metal como regulagem. A ponte é um comprimento móvel de madeira rígida. Um mosaico é colado abaixo do orifício de som, sob as cordas. Os roundbacks europeus costumam usar uma escala de 330 mm em vez dos 350 mm comuns nos bandolins archtop.
Interligado com o estilo napolitano está o bandolim de estilo romano, que o influenciou. O bandolim romano tinha um braço mais curvo e estreito. O braço era alongado sobre o orifício de som para as cordas E, as cordas mais agudas. O formato da parte de trás do braço era diferente, menos arredondado e com uma borda, a ponte era curvada, tornando as cordas G mais altas. O bandolim romano tinha cravelhas mecânicas antes do napolitano.

#### Fabricantes de bandolins napolitanos

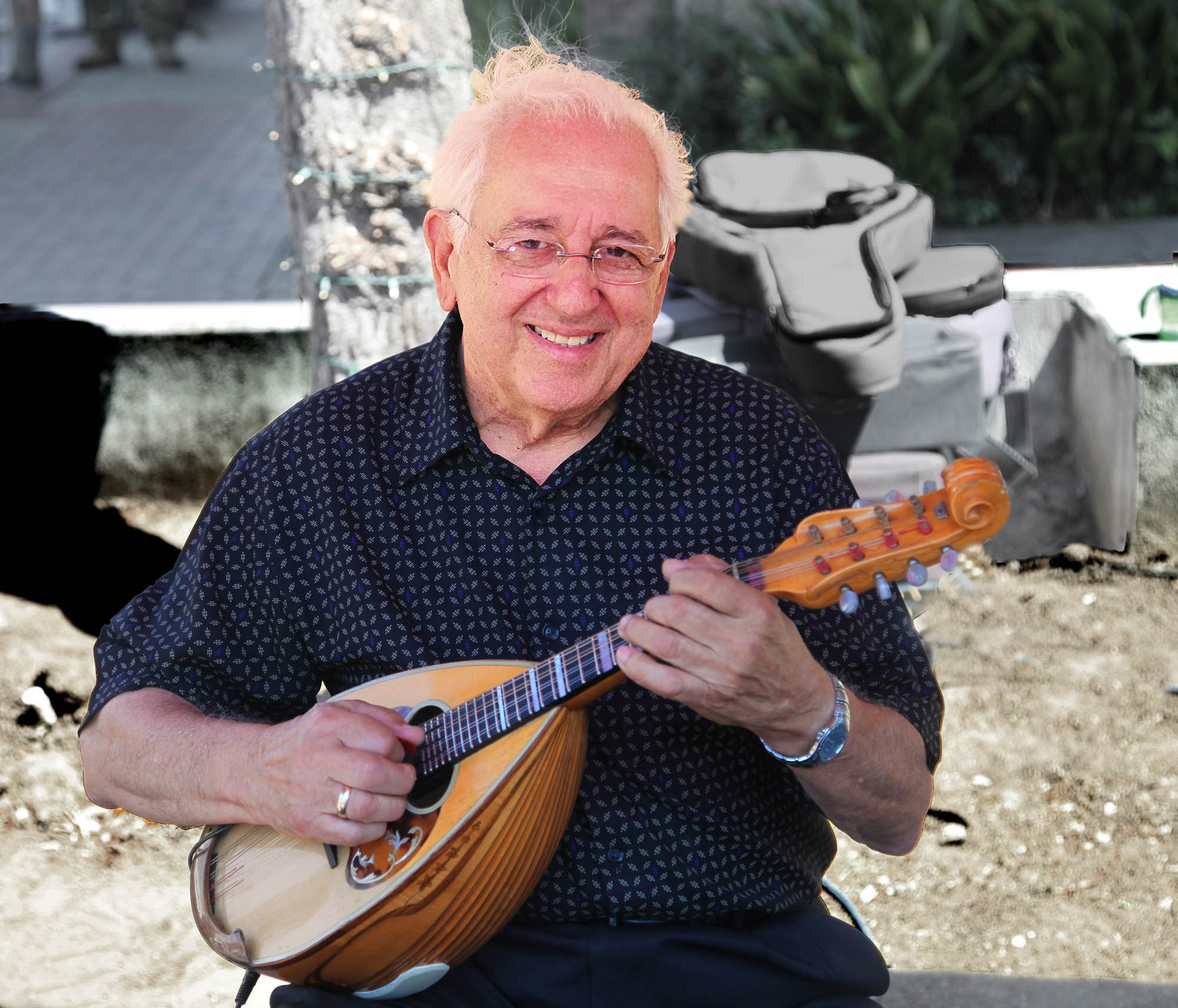
Bandolim bowlback moderno fabricado pela Calace

Entre os principais fabricantes italianos estão Vinaccia (Nápoles), Embergher (Roma) e Calace (Nápoles). Outros fabricantes modernos incluem Lorenzo Lippi (Milão), Hendrik van den Broek (Holanda), Brian Dean (Canadá), Salvatore Masiello e Michele Caiazza (La Bottega del Mandolino) e Ferrara, Gabriele Pandini.
Nos Estados Unidos, quando o bowlback estava sendo fabricado em grande número, a Lyon and Healy era um dos principais fabricantes, especialmente sob a marca "Washburn". Outros fabricantes americanos incluem Martin, Vega e Larson Brothers.
No Canadá, Brian Dean fabricou instrumentos nos estilos napolitano, romano, alemão e americano, mas também é conhecido por seu projeto original "Grand Concert", criado para o virtuoso americano Joseph Brent.
Entre os fabricantes alemães estão Albert & Mueller, Dietrich, Klaus Knorr, Reinhold Seiffert e Alfred Woll. Os bowlbacks alemães usam um estilo desenvolvido por Seiffert, com um corpo maior e mais redondo.
As marcas japonesas incluem Kunishima e Suzuki. Outros fabricantes japoneses incluem Oona, Kawada, Noguchi, Toichiro Ishikawa, Rokutaro Nakade, Otiai Tadao, Yoshihiko Takusari, Nokuti Makoto, Watanabe, Kanou Kadama e Ochiai.

#### Outros tipos debowlback
Outra família de bandolins de fundo redondo veio de Milão e da Lombardia. Esses bandolins estão mais próximos do mandolino ou mandore do que outros bandolins modernos. Eles são mais curtos e mais largos do que o bandolim napolitano padrão, com um fundo raso. Os instrumentos têm 6 cordas, 3 cordas agudas de arame e 3 cordas graves de tripa ou de seda enroladas em arame.As cordas ficavam entre as cravelhas e uma ponte que era colada à caixa harmônica, como a de um violão. Os bandolins lombardos eram afinados em g–b–e′–a′–d″–g″ (mostrado na notação de tom de Helmholtz). Um desenvolvedor do estilo milanês foi Antonio Monzino (Milão) e sua família, que os fabricaram por 6 gerações.
Samuel Adelstein descreveu o bandolim lombardo em 1893 como sendo mais largo e mais curto do que o bandolim napolitano, com uma parte traseira mais rasa e um braço mais curto e mais largo, com seis cordas simples em vez do conjunto de 4 cordas do bandolim normal. Sua afinação era C–D–A–E–B–G. As cordas eram presas à ponte como as de um violão. Havia 20 trastes, cobrindo três oitavas, com 5 notas adicionais. Quando Adelstein escreveu, não havia cordas de náilon, e as cordas de tripa e simples "não vibram tão clara e docemente quanto a corda dupla de aço do napolitano".

#### Bandolim bresciano ou cremonês
Os bandolins brescianos (também conhecidos como cremoneses) que sobreviveram em museus têm quatro cordas de tripa em vez de seis e uma ponte fixa. Ele era afinado em quintas, como o bandolim napolitano. Em sua metodologia de bandolim de 1805, Anweisung die Mandoline von selbst zu erlernen nebst einigen Uebungsstucken von Bortolazzi, Bartolomeo Bortolazzi popularizou o bandolim cremonês, que tinha quatro cordas simples e um cavalete fixo, ao qual as cordas eram presas. Bortolazzi disse nesse livro que os novos bandolins com cordas de arame eram desconfortáveis de tocar, quando comparados aos instrumentos com cordas de tripa. Além disso, ele achava que eles tinham um "timbre menos agradável... áspero, semelhante a uma cítara" em comparação com o "timbre mais suave e cheio de canto" das cordas de tripa. Ele preferia as quatro cordas simples do instrumento cremonês, que eram afinadas da mesma forma que o napolitano.

#### Bandolim genovês, uma mistura de estilos
Como o bandolim lombardo, o bandolim genovês não era afinado em quintas. Suas 6 cordas de tripa (ou 6 cursos de cordas) eram afinadas como um violão, mas uma oitava acima: e-a-d’-g’-b -e” natural. Como o napolitano e ao contrário do bandolim lombardo, o genovês não tem a ponte colada à caixa harmônica, mas mantém a ponte com tensão para baixo, a partir de cordas que correm entre a base e o braço do instrumento. O braço era mais largo do que o braço do bandolim napolitano. A cabeça da cravelha é semelhante à do violão.

### Archtop
No final do século XIX, um novo estilo, com tampo e fundo esculpidos, inspirado nos instrumentos da família dos violinos, começou a substituir os instrumentos de fundo redondo de estilo europeu nos Estados Unidos. Esse novo estilo é creditado aos bandolins projetados e construídos por Orville Gibson, um fabricante de instrumentos de Kalamazoo, Michigan, que fundou a "Gibson Mandolin-Guitar Manufacturing Co., Limited" em 1902. Os bandolins Gibson evoluíram para dois estilos básicos: o estilo florentino ou F, que tem uma voluta decorativa perto do braço, duas pontas na parte inferior do corpo e geralmente uma voluta entalhada no cabeçote; e o estilo A, que tem formato de pera, não tem pontas e geralmente tem um cabeçote mais simples.
Esses estilos geralmente têm dois orifícios de som em forma de "f", como um violino (F-5 e A-5), ou um único orifício de som oval (F-4 e A-4 e modelos inferiores) diretamente sob as cordas. Há muita variação entre os fabricantes que trabalham com esses arquétipos, e outras variantes têm se tornado cada vez mais comuns. Em geral, nos Estados Unidos, os bandolins Gibson F-5 com furo F e os bandolins influenciados por esse design são fortemente associados ao bluegrass, enquanto o estilo A é associado a outros tipos de música, embora também seja usado com mais frequência e associado ao bluegrass. O trabalho em madeira mais complicado do F-5 também significa um instrumento mais caro.
O reforço interno para sustentar o tampo nos bandolins estilo F é geralmente obtido com barras de tons paralelas, semelhantes à barra de baixo em um violino. Em vez disso, alguns fabricantes empregam duas barras de tons encaixadas para formar um X. Alguns fabricantes agora usam um suporte em X modificado que incorpora uma barra de tons e o suporte.
Vários fabricantes de bandolins modernos constroem instrumentos que reproduzem em grande parte os modelos Gibson F-5 Artist construídos no início da década de 1920 sob a supervisão do acústico da Gibson, Lloyd Loar. Os instrumentos originais assinados por Loar são muito procurados e extremamente valiosos. Outros fabricantes do período de Loar e anteriores incluem Lyon and Healy, Vega e Larson Brothers.

#### Archtopsprensados
O ideal para os archtops tem sido peças sólidas de madeira esculpidas no formato correto. No entanto, existe outro tipo de archtop, o tampo feito de madeira laminada ou de folhas finas de madeira sólida, prensadas no formato arqueado. Esses instrumentos se tornaram cada vez mais comuns no mundo dos instrumentos musicais construídos internacionalmente no século XXI.
Os instrumentos com tampo prensado são feitos para ter a mesma aparência dos instrumentos com tampo entalhado, mas não têm o mesmo som dos tampos de madeira entalhada. Os tampos de madeira entalhada, quando esculpidos na espessura ideal, produzem o som que os consumidores esperam e, se não forem esculpidos corretamente, o som fica abafado. O som de um instrumento de madeira entalhada muda quanto mais tempo ele é tocado, e os instrumentos mais antigos são procurados por seu som rico.
Os prensados de madeira laminada são menos ressonantes do que os de madeira entalhada, pois a madeira e a cola vibram de forma diferente do que a fibra da madeira. Os presados feitos de madeira maciça têm a fibra natural da madeira comprimida, normalmente criando um som menos cheio do que o de um bandolim de tampo entalhado bem-feito.

### Fundo plano
Os bandolins de fundo plano usam uma folha fina de madeira com reforço para a parte traseira, como um violão usa, em vez da curvatura do bowlback ou da parte traseira arqueada dos bandolins esculpidos.
Assim como o bowlback, o de fundo plano tem um furo de ressonância redondo. Às vezes, ele é modificado para um orifício alongado, chamado de orifício em D. O corpo tem uma forma amendoada com uma caixa harmônica plana ou, às vezes, inclinada.
O tipo foi desenvolvido na Europa na década de 1850. Os franceses e alemães o chamavam de bandolim português, embora também o tenham desenvolvido localmente. Os alemães o usavam no Wandervogel.
O bandolim é comumente usado onde quer que os espanhóis e portugueses o tenham levado: na América do Sul, no Brasil (Choro) e nas Filipinas.
No início da década de 1970, o violeiro inglês Stefan Sobell desenvolveu um bandolim de corpo grande e fundo plano com tampo harmônico entalhado, com base em seu próprio projeto de cítara. Esse bandolim é frequentemente chamado de bandolim "celta".

#### Timbre
O timbre do bandolim de fundo plano é descrito como caloroso ou suave, adequado para música folclórica e públicos menores. O som do instrumento não se sobressai ao som dos outros músicos, como acontece com um tampo esculpido.

### Fundo duplo
O tampo duplo é um recurso que os fabricantes estão experimentando no século XXI para obter um som melhor. No entanto, os bandolinistas e fabricantes têm feito experimentos com eles desde pelo menos o início do século XX.
No início dos anos 1900, o bandolinista Ginislao Paris procurou Luigi Embergher para construir bandolins personalizados. O adesivo no interior de um dos quatro instrumentos remanescentes indica que a construção recebeu o nome dele, Sistema Ginislao Paris. Seus bandolins de tampo duplo com fundo redondo usam um fundo falso abaixo da caixa harmônica para criar um segundo espaço oco dentro do instrumento.
Os bandolinistas modernos, como Joseph Brent e Avi Avital, usam instrumentos personalizados, seja por escolha do fabricante ou a pedido do músico. O bandolim de Joseph Brent, fabricado por Brian Dean, também usa o que Brent chama de fundo falso. O bandolim de Brent foi a solução do fabricante para o pedido de Brent de um bandolim alto no qual a madeira fosse claramente audível, com menos som metálico das cordas. O tipo usado por Avital é uma variação do tampo plano, com um tampo duplo que envolve uma câmara de ressonância, orifícios de som na lateral e um fundo convexo. Ele é fabricado por um único fabricante em Israel, o violeiro Arik Kerman. Outros tocadores de bandolins Kerman incluem Alon Sariel, Jacob Reuven, e Tom Cohen.

### Outros

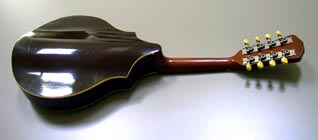
A protuberância na parte traseira do instrumento é visível nesta foto de um bandolim Vega com fundo cilíndrico

#### Bandolinetto
Outras variantes fabricadas nos EUA incluem o bandolinetto ou bandolim em forma de violão Howe-Orme (fabricado pela Elias Howe Company entre 1897 e aproximadamente 1920), que apresentava uma protuberância cilíndrica ao longo da parte superior, da extremidade da escala até o arremate, e o Vega bando-lute (mais comumente chamado de bandolim com fundo cilíndrico, fabricado pela Vega Company entre 1913 e aproximadamente 1927), que tinha uma protuberância longitudinal semelhante, mas na parte traseira e não na parte frontal do instrumento.

#### Bandolim-banjo
Um instrumento com braço de bandolim emparelhado com um corpo no estilo de um banjo foi patenteado por Benjamin Bradbury, do Brooklyn, em 1882, e recebeu o nome de banjolim por John Farris em 1885. Hoje em dia, o termo banjolim é às vezes usado para descrever um instrumento com quatro cordas, enquanto a versão com quatro cursos de cordas duplas é chamada de bandolim-banjo.

#### Bandolim com ressonador
Um bandolim com ressonador ou bandolim ressonante é um bandolim cujo som é produzido por um, ou mais cones de metal (ressonadores) em vez do tampo de ressonância de madeira habitual (tampo/face do bandolim). As marcas históricas incluem Dobro e National.

##### Bandolim elétrico

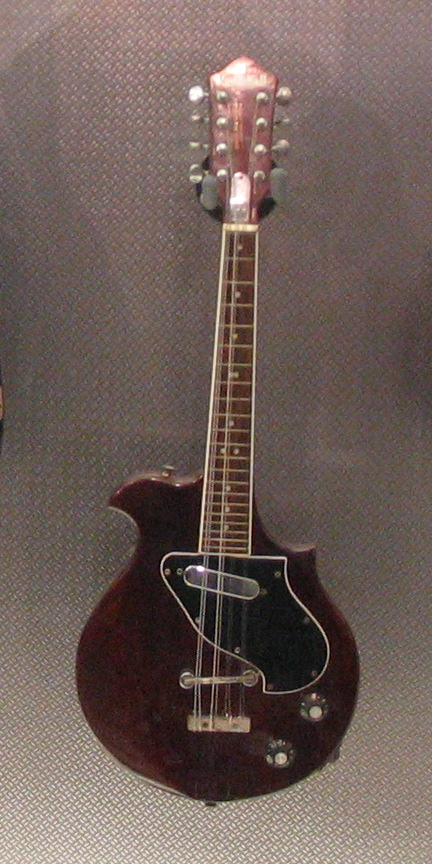
Bandolim elétrico de corpo sólido

Como acontece com quase todos os outros cordofones contemporâneos, outra variante moderna é o bandolim elétrico. Esses bandolins podem ter quatro ou cinco cursos de cordas individuais, ou duplos. Eles foram desenvolvidos no início da década de 1930, juntamente com o desenvolvimento da guitarra elétrica. Existem nas formas de corpo sólido e elétrico acústico.
Instrumentos específicos foram projetados para superar o rápido decaimento do bandolim com suas notas dedilhadas. A Fender lançou um modelo em 1992 com uma corda adicional (um Lá agudo, acima da corda Mi), uma ponte tremolo e um captador humbucker extra (total de dois). O resultado foi um instrumento capaz de tocar riffs de guitarra no estilo heavy metal ou passagens semelhantes a violinos com notas sustentadas que podem ser ajustadas como em uma guitarra elétrica.

## Tradições pelo mundo

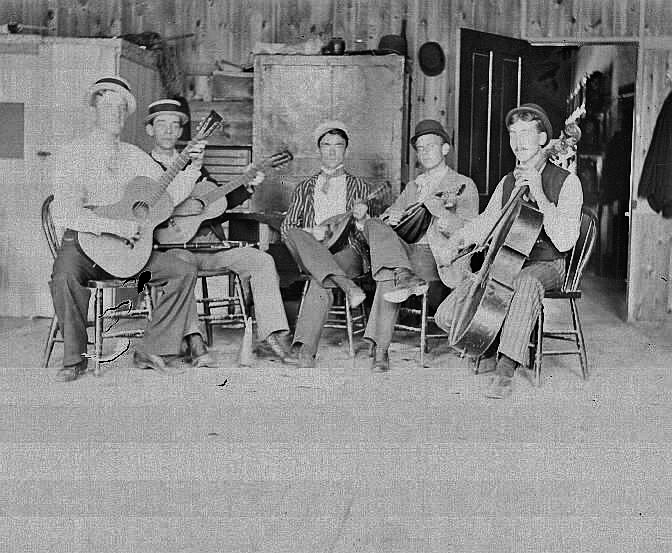
Clube de bandolim em Napoleon, Ohio, aproximadamente em 1892

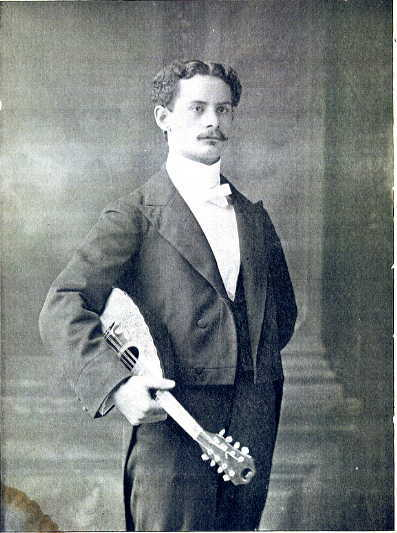
O virtuoso do bandolim italiano e criança prodígio Giuseppe Pettine (na foto em 1898) trouxe o estilo italiano para os Estados Unidos, onde se estabeleceu em Providence, Rhode Island, como professor de bandolim e compositor. Atribui-se a Pettine a promoção de um estilo em que "um músico toca os acordes rítmicos e a linha melódica lírica ao mesmo tempo, combinando toques simples e tremolo".

O repertório internacional de música para bandolim é quase ilimitado, e os músicos o utilizam para tocar vários tipos de música. Isso se aplica especialmente à música para violino, já que o bandolim tem a mesma afinação que o violino. Após sua invenção e desenvolvimento inicial na Itália, o bandolim se espalhou por todo o continente europeu. O instrumento foi usado principalmente em uma tradição clássica com orquestras de bandolim, as chamadas Estudiantinas ou, na Alemanha, Zupforchestern, que surgiram em muitas cidades. Após essa popularidade continental da família do bandolim, surgiram tradições locais fora da Europa, nas Américas e no Japão. Virtuosistas do bandolim como Carlo Curti, Giuseppe Pettine, Raffaele Calace e Silvio Ranieri contribuíram para que o bandolim se tornasse um instrumento "da moda" no início do século XX. Essa "febre do bandolim" estava desaparecendo na década de 1930, mas quando essa prática estava caindo em desuso, o bandolim encontrou um novo nicho no country americano, na old-time music, no bluegrass e na música folk. Mais recentemente, o repertório e os estilos barroco e clássico do bandolim se beneficiaram do aumento da conscientização e do interesse pela música antiga, com a atenção da mídia para músicos clássicos como o israelense Avi Avital, o italiano Carlo Aonzo e o americano Joseph Brent. Na Índia, o bandolim é tocado na música carnática. O músico U. Srinivas foi talvez o maior bandolinista desse estilo, elogiado em todo o mundo por seu virtuosismo com o instrumento, mas morreu jovem.
No Brasil esse instrumento forma historicamente o conjunto básico, junto com o cavaquinho (instrumento português), a flauta e o violão, para execução de choros. Jacob do Bandolim é considerado o maior bandolinista brasileiro de todos os tempos.
Em Portugal, depois de um período de menor actividade, o bandolim voltou, agora mais visível nas mãos dos estudantes do ensino superior, em cujas tunas ele tem um papel mais destacado.

## Literatura de destaque

### Arte ou música clássica
A tradição da chamada "música clássica" para o bandolim tem sido um tanto inconstante, devido ao fato de ele ser amplamente visto como um instrumento "folclórico". Compositores importantes escreveram músicas especificamente para o bandolim, mas poucas obras de grande porte foram compostas para ele pelos compositores mais conhecidos. O número total dessas obras é muito pequeno em comparação, por exemplo, com aquelas compostas para violino. Um resultado dessa escassez é que havia poucos cargos para bandolinistas em orquestras regulares. Para preencher essa lacuna na literatura, as orquestras de bandolim tradicionalmente tocam muitos arranjos de músicas escritas para orquestras regulares ou outros conjuntos. Alguns músicos procuraram compositores contemporâneos para solicitar novas obras.
Além disso, das obras que foram escritas para bandolim a partir do século XVIII, muitas foram perdidas ou esquecidas. Algumas delas aguardam ser descobertas em museus, bibliotecas e arquivos. Um exemplo de música do século XVIII redescoberta para bandolim e conjuntos com bandolins é a coleção Gimo, obtida na primeira metade de 1762 por Jean Lefebure. Lefebure obteve a música na Itália e ela foi esquecida até que os manuscritos foram redescobertos.
Vivaldi criou alguns concertos para bandolins e orquestra: um para bandolim de 4 acordes, baixo de cordas e continuo em dó maior (RV 425), e um para dois bandolins de 5 acordes, baixo de cordas e continuo em sol maior (RV 532), e concerto para dois bandolins, 2 violões "in Tromba"—2 flûtes à bec, 2 salmoe, 2 théorbes, violoncelle, cordes et basse continuein em dó maior (p. 16).
Beethoven compôs música para bandolim e gostava de tocar o instrumento. Suas quatro pequenas obras datam de 1796: Sonatine WoO 43a, Adagio ma non troppo WoO 43b, Sonatine WoO 44a e Andante con Variazioni WoO 44b.
A ópera Don Giovanni, de Mozart (1787), inclui partes de bandolim, inclusive o acompanhamento da famosa ária Deh vieni alla finestra, e a ópera Otello, de Verdi, exige o acompanhamento de uma guzla na ária Dove guardi splendono raggi, mas a parte é comumente executada com bandolim.
Gustav Mahler usou o bandolim em sua Sinfonia nº 7, Sinfonia nº 8 e em Das Lied von der Erde.
Partes para bandolim estão inclusas em obras de Schoenberg (Variações Op. 31), Stravinsky (Agon), Prokofiev (Romeu e Julieta) e Webern (opus Parts 10).
Entre os mais importantes compositores europeus de bandolim do século XX estão Raffaele Calace (compositor, intérprete e violeiro) e Giuseppe Anedda (pianista virtuoso e professor da primeira cadeira do Conservatório de Bandolim Italiano, Pádua, 1975). Os representantes atuais da música clássica italiana e da música clássica-contemporânea italiana incluem Ugo Orlandi, Carlo Aonzo, Dorina Frati, Mauro Squillante e Duilio Galfetti.
Os compositores japoneses também produziram música orquestral para bandolim no século XX, mas não são muito conhecidos fora do Japão. Entre os compositores notáveis estão Morishige Takei e Yasuo Kuwahara.
As orquestras tradicionais de bandolim continuam especialmente populares no Japão e na Alemanha, mas também existem nos Estados Unidos, na Europa e no resto do mundo. Elas executam obras compostas para instrumentos da família do bandolim ou reorquestrações de peças tradicionais. A estrutura de uma orquestra de bandolins tradicional contemporânea consiste em: primeiro e segundo bandolins, bandolas (bandolas de oitava, afinadas uma oitava abaixo do bandolim, ou bandolas de tenor, afinadas como a viola), bandoloncelos (afinados como o violoncelo) e instrumentos de baixo (baixo de cordas convencional ou, raramente, um bandolão). Também é possível encontrar conjuntos menores, como quartetos compostos por dois bandolins, bandola e bandoloncelo.

#### Solos sem acompanhamento
- Niccolò Paganini

Minueto
- Silvio Ranieri

Variações sobre um tema de Haydn
Canção de verão
- Raffaele Calace

Prelúdio No. 1
Prelúdio No. 2
PrelúdioNo. 3
PrelúdioNo. 5
Prelúdio No. 10
Prelúdio No. 11
Prelúdio No. 14
Prelúdio No. 15
Grande prelúdio
Collard
Sylvia
Minueto da rosa
- Ugo Bottacchiarri

Eu estive nas margens
- Heinrich Koniettsuni

Partita No. 1, etc.
- Herbert Baumann

Sonatina, etc.
- Siegfried Behrend

Senso – estrutura
- John Craton

The Gray Wolf
Perpetuum Mobile
Variações de Der Fluyten Lust-hof
- Sakutarō Hagiwara

Hataoriru maiden
- Seiichi Suzuki

Variações da canção de ninar de Schubert
Cidade do Olmo
Variações do tema Kojonotsuki
- Gilad Hochman

Dois episódios para solo de bandolim
- Jiro Nakano

"Spring is coming" Variações
Oração
Fantasia segundo No.
Serenata
My Beautiful Child and Whereabouts
Oração da noite
- Makino YukariTaka

Spring snow of ballads
- Jo Kondo

No início da primavera
- Takashi Kubota

Nocturne
Etude
Fantasia primeiro No.
- Yasuo Kuwahara

A lua e a anciã da montanha
Impromptu
Luz invernal
Movimento imortal
Jyogara
Porta do silêncio
- Victor Kioulaphides

##### Solo com acompanhamento
- Ludwig van Beethoven

Sonatina em C menor, WoO 43a
Adagio em E maior WoO 43b
Sonatina em C maior WoO 44a
Andante e Variações em D maior WoO 44b]]
- John Craton

Dioces aztecas
A lenda da princesa Noccalula
- Giovanni Hoffmann

4 Quarteto para bandolim, violino, viola, e alaúde
4 Divertimenti para bandolim, violino & B.c.
- Johann Nepomuk Hummel

Sonata em C maior Op. 35
- Vittorio Monti

Csárdás
- Carlo Munier

Capriccio espanhol
Mazurka para concerto
Valsa para concerto
Bizaria
Aria Variata
Concerto para Bandolim No. 1
- Raffaele Calace

Concerto para Bandolim No. 1
Concerto para Bandolim No. 2
Tarantella
Canção da nostalgia
Elegia
Mazurka para concerto
- Silvio Ranieri

Varsóvia das lembranças
- Enrico Marcelli

Capriccio em estilo cigano
Valsa fantástica
Polonaise para concerto
- Hans Gál

Divertimento para bandolim e harpa
Dueto para bandolim e violão
- Norbert Shupuronguru

Serenata para bandolim e violão
- Franco Marugora

Grand Sonata para bandolim e violão
- Kurt Schwaen

Slovenia wind Dances such as
- Dietrich Erdmann

Sonatina
- Mari Takano

Luz do silêncio
- Rikuya Terashima

Sonata para bandolim e piano (2002)

##### Dueto e conjunto musical
Um dueto ou duo é uma composição musical para dois intérpretes na qual estes têm a mesma importância para a peça. Um conjunto musical com mais de dois instrumentos ou vozes solo é chamado de trio, quarteto, quinteto, sexteto, septeto, octeto etc.
- Ella Von Adajewska-Schultz (1846-1926)

Serenata venezuelana
- Valentine Abt (1873-1942)

Nas águas de Veneza
- Charles Acton

Chants Des Gondoliers
- Hermann Ambrosius

Duo
- Emanuele Barbella

Sonata em D maior para bandolim e Basso Continuo
- Ignazio Bitelli (c. 1880–1956)

L'Albero di Natale, pastorale para bandolim e violão
Il Gondoliere, valsa para 2 bandolins e violão
- Costantino Bertucci

Il Carnevale Di Venezia Con Variazioni
- Pietro Gaetano Boni (1686-1741)

Sonate pour mandoline en la, Op. 2 n° 1
Sonate pour mandoline en ré mineur, Op. 2 n° 2
Sonate pour mandoline en ré, Op. 2 n° 9
- Antonio Del Buono

"In Gondola" Serenata Veneziana Ai Mandolnisti Di Venezia
- Raffaele Calace

Barcarola Op. 100 Per Chitarra
Barcarola Op. 116 Per Liuto "A Mio Figlio Peppino"
- Gioacchino Cocchi
  - Sinfonia para 2 bandolins & Continuo, (Gimo 76)[69]

- Jules Cottin

Au Fil De L'Eau
- John Craton

Charon Crossing the Styx (bandolim e contrabaixo)
Quatro caprichos (bandolim e bandolim de oitava)
Les gravures de Gustave Doré (bandolim e violão)
Seis pantomímas para dois bandolins
Sonatina No. 3 para bandolim e violino
- Hans Gál

Op. 59a Sonatina para 2 bandolins (1952)
- Giovani Battista Gervasio

Sonata for Mandolin & Continuo (Gimo 141)
Sonata per camera (Gimo 143)
Sinfonia para 2 bandolins e Continuo, (Gimo 149)
Trio para 2 bandolins e Continuo, (Gimo 150)
Sonata em D maior para bandolim e Basso Continuo
Sonata em G maior para bandolim e Basso Continuo
- Giuseppe Giuliano

Sonata em D maior para bandolim e Basso Continuo
- Geoffrey Gordon

Interiores de um pátio(bandolim e violão)
- Addiego Guerra

Sonata em G maior para bandolim e Basso Continuo
- Positive Hattori

Concerto para dois bandolins e piano
- Sean Hickey

Cânones para bandolim (bandolim e violão)
- Giovanni Hoffmann

3 Duetos para bandolim e violino
Serenata para viola e bandolim
- Tyler Kaier

Den lille Havfrue (bandolim e violão)
- Peter Machajdík

Mit den Augen eines Falken para bandolim e violão (2016)
- Giovanni Battista Maldura

Barcarola Veneziana Di Mendelssohn
- Edward Mezzacapo (1832-1898)

Le Chant Du Gondolier
- Heinrich Molbe (1835–1915)

Gondolata Op. 74 Per Mandolino, Clarinetto E Pianoforte
- Carlo Munier (1859-1911)

"In Gondola" Ricordi di Mendelssohn
Notturno Veneziano Per Quartetto Romantico
- Jiro Nakano

Medaka, lanterna giratória
- Giuseppe Pettine (1874-1966)

Barcarola Per Mandolino
- Hideo Saito, Jiro Nakano

Du edge Martino
- Domenico Scarlatti

Sonata em Ré menor (K77)
Sonata em Mi menor (K81)
Sonata em Sol menor (K88)
Sonata No 54 (K. 89) em Ré menor para bandolim e Basso Continuo
Sonata em Ré menor (K89)
Sonata em Ré menor (K90)
Sonata em Sol (K91)
- Mari Takano

Silent Light para bandolim e cravo (2001)
Duas peças para dois bandolins (2002)
- Sergeij Taneev (1856-1913)

Venezia Di Notte, Barcarola Op. 9 No. 1
Serenata Per Voce, Mandolino E Pianoforte Op. 9 No. 2 Alla Contessa Tat'jana L'vovna Tolstaja
- Roberto Valentini (1674-1747)

Sonate pour mandoline en la, Op. 12 n° 1
Sonate pour mandoline en ré mineur, Op. 12 n° 2
Sonate pour mandoline en sol, Op. 12 n° 3
Sonate pour mandoline en sol mineur, Op. 12 n° 4
Sonate pour mandoline en mi mineur, Op. 12 n° 5
Sonate pour mandoline en ré, Op. 12 n° 6

##### Concerto
Concerto é uma composição musical geralmente composta de três movimentos, na qual, normalmente, um instrumento solo (por exemplo, piano, violino, violoncelo ou flauta) é acompanhado por uma orquestra ou banda de concerto.
- Anna Clyne

Three Sisters, para bandolim e orquestra de câmara
- Giovanni Hoffmann

Concerto para bandolim e orquestra em D Maior
- Antonio Vivaldi

Mandolin Concerto in C major,
Concerto para dois bandolins em G maior
Concerto para dois bandolins, 2 violões "in Tromba"—2 flûtes à bec, 2 salmoe, 2 théorbes, violoncelle, cordes et basse continuein em C maior
- Francisco Rodrigo Arto (Venezuela)

Mandolin Concerto (1984)
- Dominico Caudioso

Concerto para Bandolim em G Maior
- John Craton

Concerto para Bandolim No. 1 em D Menor
Concerto para Bandolim No. 2 em D Maior
Concerto para Bandolim No. 3 em E Menor
Concerto para Bandolim No. 4 em G Maior
Concerto para dois Bandolins ("Rromane Bjavela")
- Gerardo Enrique Dirié (Argentina)

Los ocho puentes para quatro flautas doces, bandolim e percussão (1984)
- Johann Adolph Hasse

Concerto para Bandolim in G maior
- Leopold Kozeluch

Concerto para piano, bandolim, trompete e contrabaixo em E♭ maior
- Giovanni Battista Pergolesi

Concerto para Bandolim em B♭ maior
- Giovanni Paisiello

Concerto para Bandolim em E♭ maior
Concerto para Bandolim em C maior
Concerto para Bandolim em G maior
- Johann Nepomuk Hummel

Concerto para Bandolim em G maior
- Armin Kaufmann

Concerto para Bandolim
- Dietrich Erdmann

Concerto para Bandolim
- Herbert Baumann

Bandolim e o concerto para cordas
- Brian Israel (1951-1986)

Concerto para Bandolim (1985)
Sonatinetta (1984)
Serenata surreal (1985)
- Makino YukariTaka

Concerto para Bandolim
- Julian Dawes

Bandolim e o concerto para cordas
- Tanaka Ken

"Arc" para bandolim e orquestra
- Vladimir Kororutsuku

Suite "positive and negative"
- Avner Dorman

Concerto para Bandolim
- Gilad Hochman

"Nedudim" ("Wanderings") Fantasia-Concertante para bandolim e orquestra de cordas (2014)

##### O bandolim na orquestra
- Domenico Cimarosa

Ópera La finta parigina
- John Craton

ópera The Curious Affair of the Count of Monte Blotto
- Michel Corrette

Concerto para orquestra 25 Concertos Comiques: Concerto nr 24 em C maior "La Marche du Huron"
- Lukas Foss

Sinfonia No. 2 "Symphony Of Chorales" (1958)
- André Grétry

L'Amant jaloux (Paris, 1778)
- George Frideric Handel

Oratorio Alexander Balus
- György Ligeti

Ópera Le Grand Macabre
- Bruno Maderna

Ópera Don Perlimplin, ovvero il trionfo dell'amore e dell'immaginazione
- Gustav Mahler

Sinfonia No. 7 (Mahler)
Sinfonia No. 8 (Mahler)
Sinfonia Das Lied von der Erde
- Wolfgang Amadeus Mozart

Ópera Don Giovanni
- Giovanni Paisiello

O Barbeiro de Servilha
- Willem Pijper

Ópera Halewijn
Romance sans paroles
Sinfonia No. 2
Sinfonia No. 3
- Sergei Prokofiev

Música para balé Romeu e Julieta
- Ottorino Respighi

Poema sinfônico Festas Romanas
- Antonio Salieri

Tarare (Paris, 1787)
- Rodion Shchedrin

Música para balé Anna Karenina
- Arnold Schoenberg

Ópera Moses und Aron
Variações para Orquestra
- Niccola Spinelli

Ópera A Basso Porto: Intermezzo for mandolins and orchestra
- Igor Stravinsky

Música para balé Agon
- Giuseppe Verdi

Ópera Otello
- Antonio Vivaldi

Oratorio Juditha triumphans
- Anton Webern

Cinco Peças para Orquestra

## Bandolinistas

### Bandolinistas brasileiros
| - Aleh Ferreira - Armandinho Macêdo - Carlinhos Patriolino - Danilo Brito - Déo Rian - Evandro do Bandolim - Hamilton de Holanda | - Jacob do Bandolim - Joel Nascimento - Luperce Miranda - Márcio Petracco - Noel Rosa - Rafael Ferrari - Reco do Bandolim - Rossini Ferreira |

### Bandolinistas portugueses
- Júlio Pereira
- Fábio Machado

### Bandolinistas norte-americanos
- Peter Buck
- Sam Bush
- Ricky Skaggs
- Richie Sambora (em algumas músicas do álbum acústico This Left Fells Right - 2003)